# Éthanolate
L'ion éthanolate de formule semi-développée CH3CH2O− est la base conjuguée de l'éthanol. C'est une base forte comme la plupart des alcoolates. Il peut former des sels et des esters éthyliques.
Les éthanolates sont également des composés formés par l'union d'éthanol et d'une autre substance, union résultant généralement en un corps neutre, comme certains sels cristallisés et comme les hydrates en sont d'eau et d'un composé.

### Pages liées
- Éthanolate de sodium